# York Cottage
York Cottage este o casă impunătoare situată pe domeniul regal Sandringham, în comitatul Norfolk, Anglia. Numele provine de la regele George al V-lea, care, pe când era Duce de York, a primit casa de la tatăl său drept cadou de nuntă. Inițial conacul a fost numită Conacul Burlacului.

## Istoric
Regina Victoria a achiziționat terenul de la Sandringham în 1862 la cererea fiului ei cel mare, care dorea o casă pentru el și mireasa lui. După demolarea conacului existent a fost construită actuala Sandringham House. Întrucât acest palat regal nu era uneori suficient pentru a găzdui numeroșii vizitatori peste noapte, prințul a construit în anii 1870, la un sfert de milă de clădirea principală, o casă de oaspeți. Această clădire a fost inițial numită Conacul Burlacului.
În 1893, viitorul rege Eduard al VII-lea, pe atunci Prinț de Wales, a oferit conacul ca dar de nuntă 
fiului său Prințul George (viitorul rege George al V-lea), care a locuit acolo cu soția sa după nuntă. Cuplul a trăit în această casă 33 de ani, până la decesul reginei Alexandra în 1925; cinci dintre copii lor s-au născut aici. George al V-lea a iubit York Cottage, despre care spunea că seamănă cu "trei pub-uri Merrie England împreunate". 
În mai 2018, regina Elisabeta a II-a a oferit York Cottage nepotului ei, prințul Harry cu ocazia căsătoriei cu Meghan Markle. York Cottage este o reședință privată a familiei regale britanice.